# Gnophomyia banksiana
Gnophomyia banksiana is een tweevleugelige uit de familie steltmuggen (Limoniidae). De soort komt voor in het Neotropisch gebied.